# 腭-咝音同言线

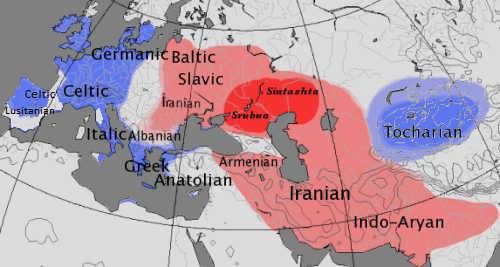
Centum (藍色)和 Satem (紅色)的粗略区域。最初噝音化的區域為深紅色。

腭-咝音同言线（Centum-Satem isogloss）是对印歐語系下语言进行划分的主要标准之一，它将印欧语劃分為腭音類語言(Centum)和噝音類語言(Satem)，劃分依據是原始印欧语中三組软腭音——
|                    | *kʷ | *gʷ | *gʷʰ | 唇軟腭音   | 合併為〈噝音〉語言     |
| 合併為〈腭音〉語言 | *k  | *g  | *gʰ  | 純軟腭音   | 合併為〈噝音〉語言     |
| 合併為〈腭音〉語言 | *ḱ  | *ǵ  | *ǵʰ  | 腭化軟腭音 | 齒擦音化為〈噝音〉語言 |

在后继语言中的表现形式。噝音類語言中，唇軟腭音和純軟腭音之間的區別消失，同時將腭化軟腭音噝音化。腭音類語言相反，硬腭化軟腭音和純軟腭音之間的區別消失。這個過程在語言學又稱作噝音化(Satemization)過程。
大致來講，“東部”語言是噝音類，包括印度-伊朗语族、波罗的语族、斯拉夫語族等，腭音都退化成為/s/、/ś/或/h/音；“西部”語言是腭音類，包括日耳曼語族、義大利语族、凯尔特语族等。腭音類-噝音類的等語綫處在希臘語和亞美尼亞語之間，同時希臘語也有一些噝音類的特徵。有一些語言可能兩類都不屬於，比如安那托利亞語族、吐火罗语族，可能還有阿爾巴尼亞語。總之，這種兩分法是屬於“並系”（或近源，paraphyletic）的，也就是說並沒有存在過“原始噝音語”或“原始腭音語”，但是發音變化是在很久之前（大約在公元前第三個千年内）現在已經絕跡的後原始印歐語言中隨地域逐漸傳播的。
欧洲语言中称将这一同言线划分出的两大分支称为 centum 与 satem，它源于拉丁语与阿維斯陀語中对“百”的称呼。这两个词是同源的，首音均源于原始印欧语的腭音 *ḱ，不过在属腭音语的拉丁语中，c 仍代表软腭音，而在属咝音语的阿維斯陀語中，该音已演变为咝音 s。

## 分支語言中之語音對應
| PIE             | *ḱ      | *ǵ   | *ǵʰ   | *kʷ     | *gʷ      | *gʷʰ       |
| --------------- | ------- | ---- | ----- | ------- | -------- | ---------- |
| 凱爾特語族      | k       | g    | g     | kw, p   | b        | gw         |
| 意大利語族      | k       | g    | g, h  | kw, p   | gw, v, b | f, v       |
| 威尼托語        | k       | g    | h     | kw      | ?        | ?          |
| 希臘語族        | k       | g    | kh    | p, t, k | b, d, g  | ph, kh, th |
| 弗里吉亞語      | k       | g    | g, k  | k       | b        | g          |
| 日耳曼語族      | h       | k    | g ~ ɣ | hw      | kw       | gw ~ w     |
| 安那托利亞語族  | k, kk   | g, k | g, k  | kw, kkw | gw, kw   | gw, kw     |
| 吐火羅語        | k       | k    | k     | k, kw   | k, kw    | k, kw      |
| 阿爾巴尼亞語    | θ, c, k | ð, d | ð, d  | k, c, s | g, ɟ, z  | g, ɟ, z    |
| 色雷斯語        | s       | z    | z     | k, kh   | g, k     | g          |
| 亞美尼亞語      | s       | c    | dz    | kh      | k        | g          |
| 斯拉夫語族      | s       | z    | z     | k       | g        | g          |
| 波羅的語族      | š       | ž    | ž     | k       | g        | g          |
| 印度-雅利安語支 | ś       | dž   | h     | k, č    | g        | gh         |
| 伊朗語支        | s       | z    | z     | k, č    | g        | g          |

## 註脚
1. ↑  凯尔特语族内部，“p语支”和“q语支”对PIE *kʷ有着不同的反映，分别是：*ekwos → ekwos、epos。布立吞语支和南阿尔卑高卢语是p类，盖尔语支和凯尔特伊比利亚语支是q类，高卢语不同方言有不同反映。
2. ↑  PIE *ǵʰ → 拉丁语/h/或/ɡ/，取决于在词中的位置→ 奥斯坎-翁布里亚 *kh → /h/.
3. 1 2  PIE *kʷ和*gʷ→拉丁语/kw/、/w/(*kwis → quis)，奥斯坎-翁布里亚/p/、/b/(*kwis → pis)。
4. 1 2 3  PIE *kʷ、*gʷ、*gʷʰ在雅典和多利亚方言中有3种不同反映：
在/e, i/前/t, d, th/(IE *kʷis → Greek tis)
在/u/前/k, ɡ, kh/(IE *wl̥kʷos → Greek lukos)
在/a, o/前/p, b, ph/(IE *sekʷ- → Greek hep-)
但迈锡尼希腊语中保留了*kw，伊奥利亚希腊语中变成/p/。
5. 1 2  弗里吉亚语的语料本就很少，所以腭－咝音反映的问题尚未彻底证实，主流观点认为弗里吉亚语反映颚音，/k/变成/ts/、/ɡ/变成/dz/是在前元音后的音变，这和大多数罗曼语一样，参见弗里吉亚语 § 音系。
6. 1 2  原始印欧语浊塞音反映到原始日耳曼语有擦音的音位变体，在哥特语元音间保留。
7. ↑  这是鼻音后的反映。其他地方的演化有争议且随语音环境变化，参见格林定律 § 例子的注释。
8. ↑  卢维语大多数环境下反映为ts
9. 1 2  非词首
10. 1 2  卢维语中，在词首变为*y，在元音间丢失。
11. 1 2 3 4  非词首
12. 1 2  卢维语中反映为w
13. 1 2 3  PIE *ḱ、*ǵ、*ǵʰ在早期阿尔巴尼亚语中主要变成塞擦音/ts/和/dz/，接着前移为/θ/和/ð/。但在特定语境下，一个或两个音变都不发生，使得它仍为软腭音(例如krah)，其他的则根据环境变为/s/和/z/、/ts/和/dz/或/c/和/ɟ/。接着擦音/ð/在现代口语的特定环境下变成塞音/d/
14. 1 2  pIE *ǵʰ → 原始印度-伊朗语*džjh → 印度/h/、伊朗/z/。

## 外部連結
- Allen, James. . James Allen.   [5 December 2009]. （原始内容存档于2019-12-30）.
- Anderson, Deborah. . EurAsia '98.   [5 December 2009]. （原始内容存档于2009-02-16）.
- Baldia, Maximilian O. . The Comparative Archaeology Web. 2006  [27 November 2009]. （原始内容存档于2009-08-18）.
- Wheeler, L. Kip. . L. Kip Wheeler.   [5 December 2009]. （原始内容存档于2020-11-27）.

1. ↑  Orel, Vladimir (2000).《阿尔巴尼亚语简明历史语法：原始阿尔巴尼亚语构拟》66-72页。历时上的颚化参见72-77页，古软腭音的颚化参见72-74页。